# Лејк Холидеј (Илиноис)
Лејк Холидеј (енгл. Lake Holiday) насељено је место без административног статуса у америчкој савезној држави Илиноис.

## Демографија
По попису из 2010. године број становника је 4.761.
| Група             | 2000.    | 2010.         |
| Белци             | 0 (0,0%) | 4.501 (94,5%) |
| Афроамериканци    | 0 (0,0%) | 36 (0,8%)     |
| Азијати           | 0 (0,0%) | 7 (0,1%)      |
| Хиспаноамериканци | 0 (0,0%) | 187 (3,9%)    |
| Укупно            | 0        | 4.761         |